# Gellerup
 Denne side handler om Gellerup, et kvarter i Brabrand. Ikke at forveksle med Gjellerup, en forstad til Herning.
Gellerup er et sogn og kvarter i Brabrand, i det vestlige Aarhus. Det ligger på umiddelbart vest for Ring 2 og med Silkeborgvej som gennemgående motortrafikvej. Der bor 11.406 indbyggere i Gellerup pr. 2012.

Boligmæssigt domineres Gellerup af almene boliger i form af murstens- og betonhøjhuse i 4 til 8 etager, primært i det store område Gellerup Planen, som bl.a. inkluderer Danmarks største boligafdeling Gellerupparken. Herudover er der en række parcelhusområder.
I den vestlige del ligger der et industriområde.
City Vest og Bazar Vest er de største indkøbscentre i Gellerup, og blandt de største i Aarhus, og mange mennesker kommer hertil for at handle. Således har City Vest ca. 3 millioner kunder om året i 2010 (dog faldet til ca. 2,7 millioner i 2016), og Bazar Vest har 1,5 millioner besøgende (30.000 om ugen).
I Gellerup er der mange muligheder for at dyrke sport både indendørs og underdørs. Her er svømmehal, motocrossbaner, boldbaner og fitnessudstyr til udendørs motion. I oktober 2005 blev fritids-, kultur- og sports-centeret Globus1 indviet.
Gellerup er omgivet af en række naturattraktioner og rekreative områder. I nord og øst ligger Hasle Bakker og Skjoldhøjkilen. Mod vest ligger Langdalen, der munder ud i et større skovområde bestående af True Skov og Årslev Skov. Mod sydøst ligger Gellerup Skov, og i syd er der adgang og udsyn til Brabrandsøen med forskellige tilstødende naturområder.
- City Vest
- Bazar Vest
- Gellerup Kirke
- Globus1
- Gellerup Skov
- Hasle Bakker
- Langdalen